# مانداب‌مرغ دمگاه‌زرد
مانداب‌مرغ دمگاه‌زرد (نام علمی: Pseudoleistes guirahuro) نام یک گونه از سرده مرغ‌های مانداب است.